# Кирксвил (Мисури)
Кирксвил (енгл. Kirksville) град је у америчкој савезној држави Мисури.

## Демографија
По попису из 2010. године број становника је 17.505, што је 517 (3,0%) становника више него 2000. године.
| Група             | 2000.          | 2010.          |
| Белци             | 15.887 (93,5%) | 15.878 (90,7%) |
| Афроамериканци    | 294 (1,7%)     | 389 (2,2%)     |
| Азијати           | 328 (1,9%)     | 413 (2,4%)     |
| Хиспаноамериканци | 262 (1,5%)     | 473 (2,7%)     |
| Укупно            | 16.988         | 17.505         |